# وجهات ترانسافيا.كوم فرنسا
هذه قائمة المطارات التي تسير ترانسافيا.كوم فرنسا رحلاتها نحوها (بما في ذلك الوجهات الموسمية):

## أفريقيا
- مصر
  - مطار الغردقة الدولي
  - مطار الأقصر الدولي
- المغرب
  - مطار أغادير المسيرة الدولي
  - مطار مراكش المنارة الدولي
  - مطار فاس سايس الدولي
  - مطار وجدة أنجاد
- تونس
  - مطار جربة جرجيس الدولي
  - مطار الحبيب بورقيبة الدولي
  - مطار توزر نفطة الدولي

## آسيا
- تركيا
  - مطار أنتاليا
  - مطار عدنان مندارس إزمير

## أوروبا
- فرنسا
  - مطار نانت الأطلنطي
  - ليون سانت إكزوبيري مطار
  - مطار باريس أورلي
- اليونان
  - مطار هيراكليون الدولي
  - مطار رودس الدولي
- آيسلندا
  - مطار كيفلافيك الدولي
- إيطاليا
  - مطار أولبيا-كوستا سميرالدا
  - مطار باليرمو
  - مطار كاتانيا، فونتاناروسا
- بولندا
  - مطار يوحنا بولس الثاني الدولي كراكوف لباليس
- البرتغال
  - مطار فرانسيسكو ساكارنيرو
  - مطار ماديرا
- إسبانيا
  - جزر البليار
    - مطار إيبيزا
    - مطار بالما دي مايوركا

  - منطقة جزر الكناري ذاتية الحكم
    - مطار لانزاروت
    - مطار فويرتيفنتورا
    - مطار غران كناريا
    - مطار تينيريفي الجنوب

  - إشبيلية
    - مطار سان بابلو